# Закариадзе, Афанасий Георгиевич
Афанасий Георгиевич Закариадзе (1909 год, село Баилети, Гурийский уезд, Кутаисская губерния, Российская империя — дата смерти неизвестна, Тбилиси, Грузинская ССР) — хозяйственный деятель Грузинской ССР, заведующий отделом сельского хозяйства Лагодехского района Грузинской ССР. Герой Социалистического Труда (1949).

## Биография
Родился в 1909 году в крестьянской семье в селе Баилети Гурийского уезда (сегодня — территория современного Озургетского муниципалитета (в советское время — Махарадзевский район). Получил высшее образование в сельскохозяйственном институте. Трудился на различных хозяйственных должностях до призыва в 1941 году в Красную Армию по мобилизации. Участвовал в Великой Отечественной войне. Воевал в составе 531-го отдельного батальона аэродромного обслуживания. В 1944 году окончил Школу младших авиационных специалистов № 49 (49ШМАС). Демобилизовался в ноябре 1945 года в звании лейтенант.
Возвратившись на родину, трудился заведующим сельскохозяйственного отдела Лагодехского района. Руководил организацией сельскохозяйственного производства в Лагодехском районе. Благодаря его деятельности Лагодехский район в 1948 году перевыполнил в целом плановый сбор урожая табака на 15,2 %. Указом Президиума Верховного Совета СССР «О присвоении звания Героя Социалистического Труда передовикам сельского хозяйства Грузинской ССР» от 3 мая 1949 года удостоен звания Героя Социалистического Труда «за получение высоких урожаев кукурузы и табака в 1948 году» с вручением ордена Ленина и золотой медали «Серп и Молот» (№ 3495).
Этим же Указом званием Героя Социалистического Труда были награждены председатель Лагодехского райисполкома Платон Тарасович Буцхрикидзе, первый секретарь Лагодехского райкома партии Шалва Дмитриевич Нуцубидзе, главный районный агроном Иосиф Цкалобович Чиринашвили и 23 колхозников различных колхозов Лагодехского района, в том числе председатель колхоза «Ленинис андердзи» Георгий Александрович Гочелашвили.
В последующем переехал в Тбилиси. Дата его смерти не установлена.
Сочинения
- А. Г. Закариадзе, И. Д. Качибая, Два урожая в год — это замечательно!, М., Сельхозгиз, 1961

Награды
- Герой Социалистического Труда
- Орден Ленина — дважды (1949; 25.09.1950)
- Орден «Знак Почёта» (02.04.1966)
- Медаль «За оборону Кавказа» (01.05.1944)